# Hérésie (roman)
Hérésie est le premier volume de la trilogie d'Anselm Audley Aquasilva.
Aquasilva est le nom de la planète où se déroule l'histoire. Le personnage principal est le Vicomte Cathan, fils d'Elnibal, Comte de Lépidor. Lépidor est une petite ville d'Oceanus, l'un des petits continents que compte la planète essentiellement recouverte d'océans. 

## Résumé
Le Comte de Lépidor étant absent, c'est Cathan, le fils ainé, qui est chargé d'aller trouver un commerçant à Taneth et de signer un contrat permettant le commerce du fer, matériau rare sur Aquasilva, dont un filon a été découvert récemment à Lépidor. Taneth est l'une des plus grandes cités de la planète. C'est également un centre commercial important, le commerce étant la principale activité des grandes maisons de la ville.
Il part donc, à bord d'une mante, un navire sous-marin, accomplir sa mission accompagné pour le voyage jusqu'à Taneth d'un acolyte, Sarhaddon. Celui-ci est prêtre de l'unique religion officielle, dont le Dieu est Ranthas. C'est la première fois que Cathan s'apprête à quitter Oceanus.
À Taneth, après avoir fait ses adieux à Sarhadon, Cathan décroche un contrat avec la maison Barca et y rencontre Palatine, qui semble être de la même origine archipélienne qui lui (Cathan a été adopté tout comme Palatine). Tous deux se font enlever et se retrouvent à bord d'une mante inconnue, qui les emmène dans une île où se trouve la Citadelle de l'Ombre. L'équipage les a en fait délivré de leurs ravisseurs, à la solde d'une maison concurrente.
La Citadelle est un lieu de regroupement hérétique, où les jeunes gens comme Cathan et Palatine, enfants d'hérétiques envoyés là par leurs protecteurs, reçoivent un enseignement leur permettant de lutter contre le Domaine, centre religieux de la religion dominante. Ils y apprennent le maniement d'armes diverses, l'histoire du monde que le Domaine tente d'effacer puisqu'il est responsable de massacres atroces, les autres religions (il en existe une pour chaque élément), etc.
Cathan se révèle être un puissant magicien de l'eau, et reçoit une formation de magicien de l'Ombre, ce qui lui permettra par la suite de maîtriser ces deux éléments. Après un an de formation, Cathan, Palatine, et Corvina, une ténébreuse jeune fille dont Cathan tombe amoureux, retournent tous trois à Lépidor. Là-bas, la situation est en train de changer. Le commerce du fer a permis au comte de mettre en œuvre d'importants travaux de rénovation de la ville et de ses environs et la situation est en train de changer au Lépidor. 
L'avarque, le représentant du domaine, relativement modéré, va bientôt être remplacé par Midian, un des plus fanatiques adorateurs de Ranthas, et Inquisiteur patenté. En outre, la mante chargée de faire transiter le fer doit essuyer deux attaques de pirates. 
Quelques jours après son retour, Cathan, qui a été fait prisonnier par des barbares, réussit à s'échapper et à prévenir son père de l'attaque imminente de la ville par ces derniers. Le comte parvient à faire libérer les prisonniers barbares, que Midian avait fait enfermer pour hérésie, ce qui était à l'origine de l'attaque. Et le bain de sang est ainsi évité. Quelque temps plus tard, Elnibal est empoisonné par un serviteur et doit quitter la ville pour se faire soigner. Cathan se retrouve le dirigeant officiel pendant l'absence de son père. Et lorsque le Domaine débarque en force, à grand renfort de guerriers fanatiques, les hiérophantes, Cathan et Corvina doivent se cacher puisqu'ils sont hérétiques. Puis ils décident d'utiliser et d'unir leurs pouvoirs magiques pour lutter contre l'armée du Domaine et libérer des Archipéliens hérétiques, risquant le bûcher.
Mais l'usage de la magie les dévoile au Domaine et ils se font capturer, risquant le bûcher à leur tour. Le jour de la mise à mort, alors que tout espoir semble s'être envolé, ils sont libérés par les soldats et les habitants de Lépidor, conduits par Hamilcar, le capitaine du navire de la Maison Barca.
Le Domaine est vaincu, et la couronne de Lépidor revient à Cathan.